# Neohexén
A neohexén szerves vegyület, képlete (CH3)3CCH=CH2. Színtelen, más hexénizomerekhez hasonló tulajdonságokkal rendelkező folyadék. A mesterséges pézsmaillatanyagok előállításához használják.

## Előállítása és reakciói
A diizobutén etenolízisével állítják elő, ez a reakció az olefinek metatézisére példa:
(CH3)3C-CH=C(CH3)2  +  CH2=CH2  →   (CH3)3C-CH=CH2  +  (CH3)2C=CH2
A mesterséges pézsma előállításához p-cimollal reagáltatják, de a terbinafin nagyüzemi gyártásához is felhasználják.
A C−H kötés aktiválási vizsgálataiban gyakran használják mint hidrogénakceptort.

## Fordítás
Ez a szócikk részben vagy egészben  a   Neohexene című angol Wikipédia-szócikk ezen változatának fordításán alapul.  Az eredeti cikk szerkesztőit annak laptörténete sorolja fel. Ez a jelzés csupán a megfogalmazás eredetét és a szerzői jogokat jelzi, nem szolgál a cikkben szereplő információk forrásmegjelöléseként.